# Horst Valášek
Horst Valášek (* 8. října 1941, Kravaře) je bývalý český hokejový brankář. Po skončení aktivní kariéry působil jako trenér. S HC Petra Vsetín získal 2 ligové tituly. V roce 2025 vstoupil do klubu legend české extraligy 

## Hokejová kariéra
V československé lize chytal za TJ Slezan Opava, Duklu Jihlava, Motorlet Praha a TJ Gottwaldov. Odehrál 13 ligových sezón.

## Klubové statistiky
| 1959/1960 | TJ Slezan Opava | 1. liga | –  | –    | –    |
| 1960/1961 | Dukla Jihlava   | 1. liga | –  | –    | –    |
| 1961/1962 | Dukla Jihlava   | 1. liga | –  | –    | –    |
| 1962/1963 | Dukla Jihlava   | 1. liga | –  | –    | –    |
| 1963/1964 | Dukla Jihlava   | 1. liga | –  | –    | –    |
| 1964/1965 | Motorlet Praha  | 1. liga | –  | –    | –    |
| 1965/1966 | Motorlet Praha  | 2. liga | –  | –    | –    |
| 1966/1967 | TJ Gottwaldov   | 1. liga | 29 | 4,07 | 88,7 |
| 1967/1968 | TJ Gottwaldov   | 1. liga | 28 | 3,95 | 88,9 |
| 1968/1969 | TJ Gottwaldov   | 1. liga | 31 | 4,65 | 87,9 |
| 1969/1970 | TJ Gottwaldov   | 1. liga | 13 | 6,43 | 85,2 |
| 1970/1971 | TJ Gottwaldov   | 2. liga | –  | –    | –    |
| 1971/1972 | TJ Gottwaldov   | 1. liga | 4  | 6,51 | 83,5 |
| 1972/1973 | TJ Gottwaldov   | 2. liga | –  | –    | –    |
| 1973/1974 | TJ Gottwaldov   | 2. liga | –  | –    | –    |
| 1974/1975 | TJ Gottwaldov   | 1. liga | 13 | 6,14 | 85,5 |
| 1975/1976 | TJ Gottwaldov   | 2. liga | –  | –    | –    |
| 1976/1977 | TJ Gottwaldov   | 1. liga | 17 | 6,53 | 84,2 |